# Sebastian Vrancx

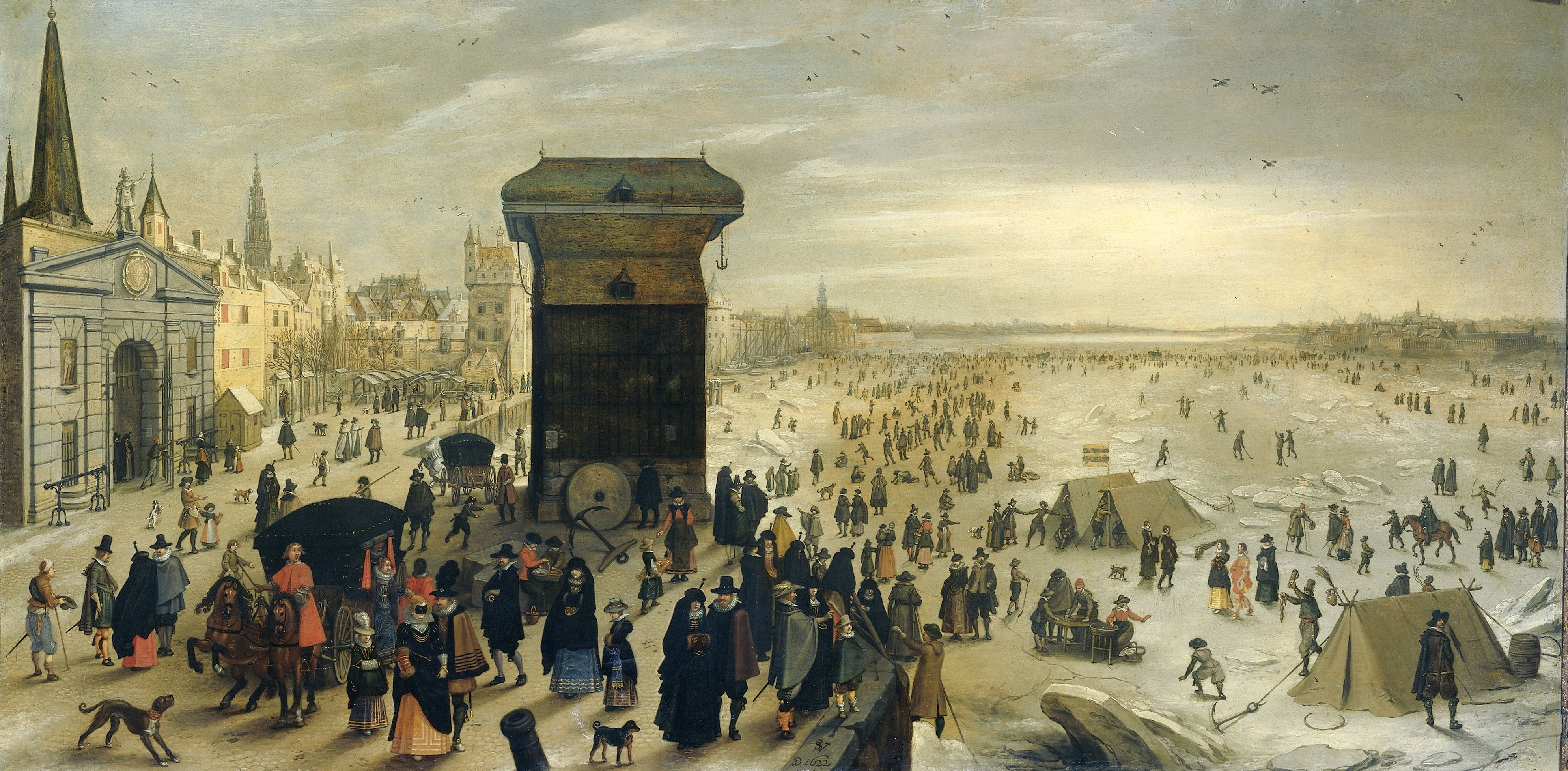
Cena de cidade, Rijksmuseum, 1622

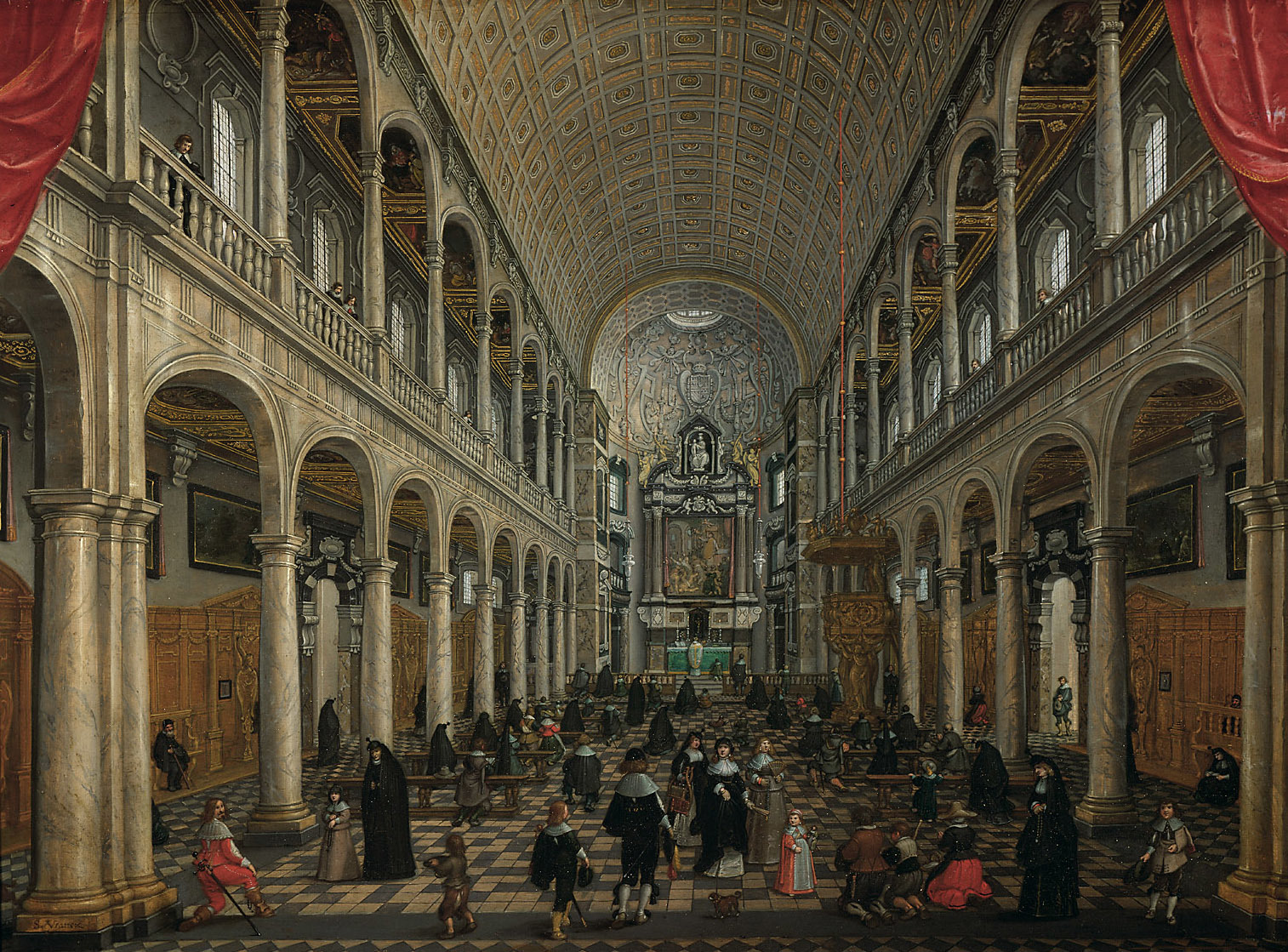
Vista interior da Igreja jesuíta em Antuérpia, 1630

Sebastian Vrancx, ou Sebastiaan ou ainda Sebastiaen, (Antuérpia, 23 de janeiro de 1573 — 19 de maio de 1647) foi um pintor e gravurista da escola pré-barroca flamenga.
Foi aprendiz no atelier de Adam van Noort, o qual «colecionou» alunos célebres como Peter Paul Rubens, Jacob Jordaens, entre outros. Em Roma, perto de 1600, terá também visitado o estúdio de Paul Brill, de quem se tornou amigo.
Conhecido pelas suas extremas precisão e habilidade e estimado como um dos melhores pintores da sua época, Rubens, na sua própria colecção de arte, tinha em bom plano alguns trabalhos de Vrancx. A maioria dos seus quadros representam vertiginosas cenas de batalha, saques a cidades ou cavalaria em combate, temas com os quais se identificava principalmente. A alegoria era um estilo que lhe puxava a atenção e, quase todo o seu trabalho está baseado na alegoria.
Curioso é o facto de, na sua obra, em geral, as cores não variarem muito. O verde seco e o oliva, em associação com o cinzento, são das cores mais presentes nas suas telas. São também conhecidos na sua extensa obra, muitos esboços, sanguíneas e inúmeros desenhos e estudos.
Trabalhou com Jan Brueghel, o Velho, Hendrick van Balen e, no seu estúdio, o seu melhor aluno foi Pieter Snayers.
A sua obra representa na sua totalidade uma efémera passagem do alto-Renascimento para o período Barroco. No início ods seus anos de trabalho seria um pintor ainda ligado ao Renascimento, inserido neste período, visto que o Barroco ainda era vago na Itália e, como período artístico, inexistente na Flandres. Contudo, a arte da própria Flandres caminhava a passos largos numa busca desenfreada por um novo estilo, o Barroco, o qual chega nos anos primeiros do novo século, o século XVII. Esta época, na Flandres chamar-se-á de pré-Barroco, que simboliza basicamente a existência de um estilo semelhante, mas prematuro, que só se viria a consolidar quase nos mados do mesmo século, naquele território. Enquanto isto, a Itália já vivia numa intensa época barroca, e a própria França, a Espanha e o Sacro Império davam largos passos neste estilo.
A obra de Vrancx representa o que foi supra-apresentado. A procura pelo barroco e a passagem da era renascentista - e a suave queda desta - para a era barroca, que trouxe ao palco exímios artistas como Peter Boel, Peter Paul Rubens, Jacob Jordaens, entre outros.
Especula-se que o ano da sua morte seja [1647]. Porém, historiadores de arte crêem que Vrancx tenha falecido posteriormente.
Alguns dos seus trabalhos podem ser apreciados no Museu Real de Belas-Artes, em Antuérpia, no Museu Groeninge, em Bruges (ambos na Bélgica) e no Museu Noordbrabants em 's-Hertogenbosch, e no Rijksmuseum em Amsterdã (na Holanda). Diversos desenhos e pinturas de Vranx estão expostos no Museu do Hermitage, em São Petersburgo, nos museus de artes da Universidade de Harvard, no Museu do Louvre, em Paris, e em vários outros museus.